# فاطمه بنت یحیی یوسف
فاطمه بنت یحیی بن یوسف (؟ -۹۳۱) فقیه و محدث اندلسی در سدهٔ سوم هجری و اوایل سدهٔ چهارم بود. ساکن کوردوبا شد و همان‌جا در ربض، درگذشت.